# Pădurea Roșcani (sit SCI)
Pădurea Roșcani este o arie protejată (arie specială de conservare — SAC, sit de importanță comunitară — SCI) din România, desemnată în scopul protejării biodiversității și menținerii într-o stare de conservare favorabilă a florei spontane și faunei sălbatice, precum și a habitatelor naturale de interes comunitar aflate în arealul zonei de protecție. Aceasta se întinde  pe o suprafață de 63,5 ha, integral pe uscat.

## Localizare
Aria naturală se întinde pe teritoriul administrativ al comunei Roșcani din județul Iași. Centrul sitului Pădurea Roșcani este situat la coordonatele 47°26′27″N 27°24′22″E / 47.440769°N 27.406075°E.

## Înființare
Pădurea Roșcani (ROSCI0167) a fost declarat sit de importanță comunitară în decembrie 2007 pentru a proteja două specii de animale aflate în arealul zonei. Acesta a fost protejat și ca arie specială de conservare în mai 2022 Situl include rezervația naturală Pădurea Roșcani.

## Biodiversitate
Situată în ecoregiunea continentală  a Câmpiei Moldovei, aria protejată conține 3 habitate naturale: Stepe ponto-sarmatice, Păduri stepice euro-siberiene cu Quercus spp. și Păduri de stejar și carpen dacice.
La baza desemnării sitului se află: brotacul-verde-de-copac (Hyla arborea) și șarpele de alun (Coronella austriaca), specii faunistice ocrotite la nivel european sau aflate pe lista roșie a IUCN.